# Numana

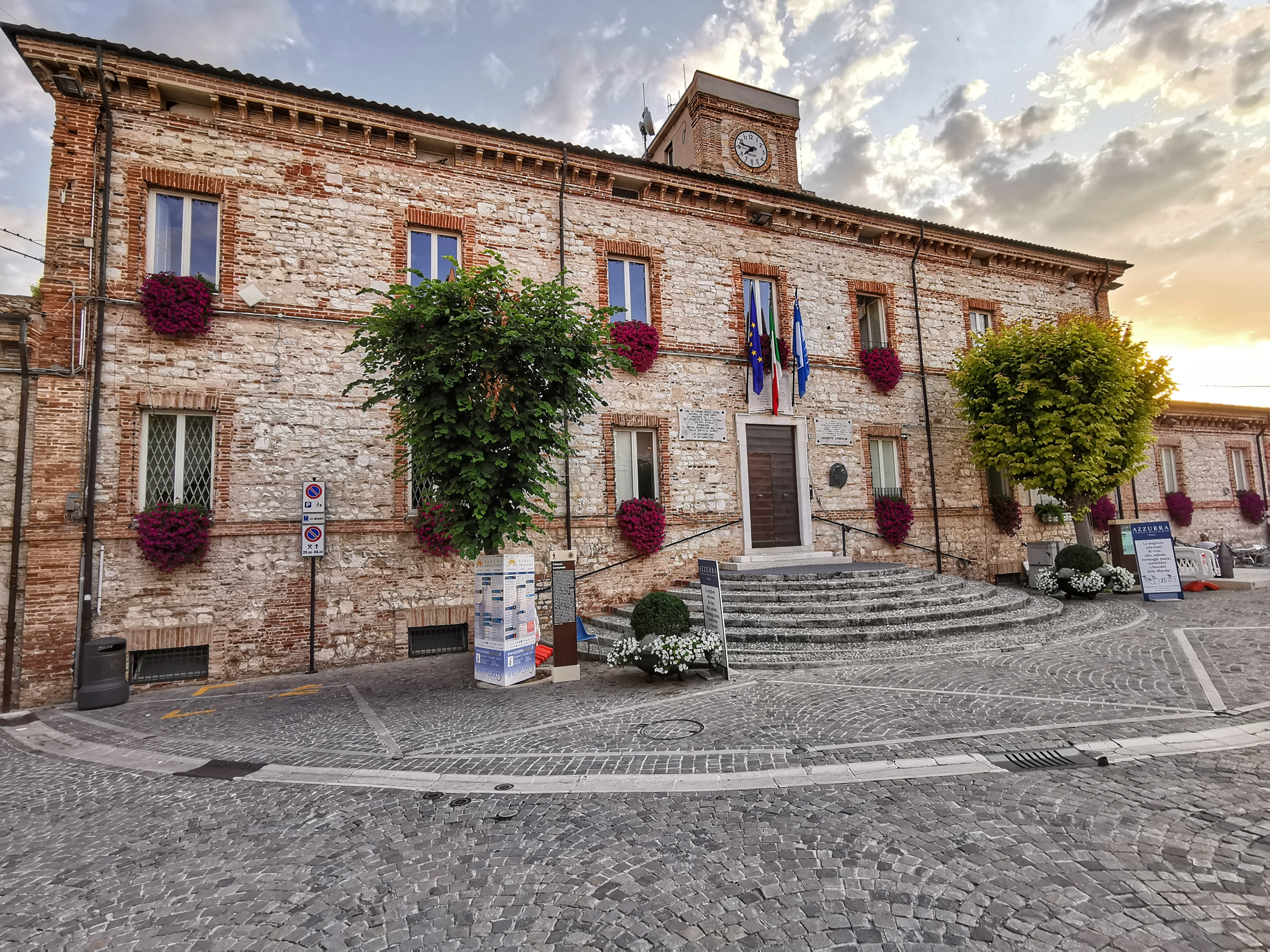
Bývalý biskupský palác a dnešní radnice, Numana.

Numana je italská obec na pobřeží Jaderského moře v oblasti Marche, provincii Ancona.

## Historie
První obyvatelé této lokality byli Piceni.[zdroj?] Poté území ovládli Dorové, řecký národ, který založil město Ancona a později v roce 295 př. n. l. město obsadili Římané.[zdroj?]

## Vývoj počtu obyvatel
Počet obyvatel

## Sousední obce
| Růžice kompasu |               | Sirolo              |  | Růžice kompasu |
| Růžice kompasu | Sever         |                     |  | Růžice kompasu |
| Růžice kompasu | Numana        |                     |  | Růžice kompasu |
| Růžice kompasu | Jih           |                     |  | Růžice kompasu |
| Růžice kompasu | Castelfidardo | Porto Recanati (MC) |  | Růžice kompasu |